# Hopatcong
Hopatcong es un borough ubicado en el condado de Sussex en el estado estadounidense de Nueva Jersey. En el año 2010 tenía una población de 15,147 habitantes y una densidad poblacional de 473 personas por km².

## Geografía
Hopatcong se encuentra ubicado en las coordenadas 41°56′19″N 74°39′52″O / 41.93861, -74.66444.

## Demografía
Según la Oficina del Censo en 2000 los ingresos medios por hogar en la localidad eran de $65,799 y los ingresos medios por familia eran $73,277. Los hombres tenían unos ingresos medios de $47,083 frente a los $34,238 para las mujeres. La renta per cápita para la localidad era de $26,698. Alrededor del 3% de la población estaba por debajo del umbral de pobreza.